# Banco Constructor de La Plata

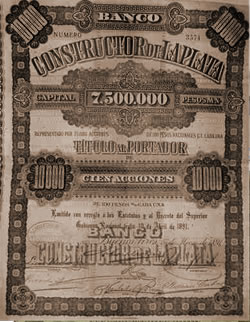
Bono del Banco Constructor de La Plata.

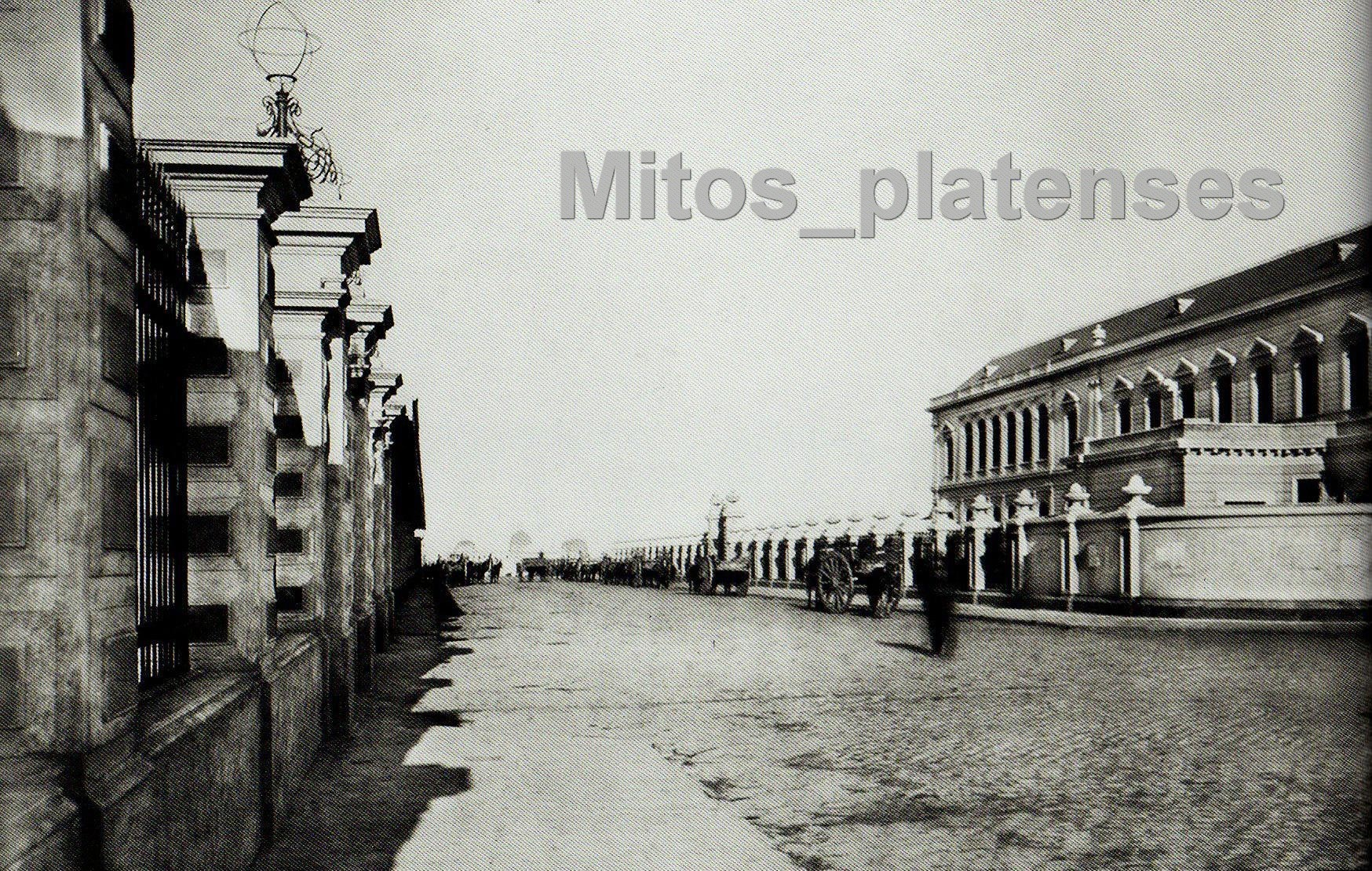
Hotel Bruny de La Plata.

El Banco Constructor de La Plata fue un banco argentino fundado en 1884 por Carlos Mauricio Schweitzer  con ciento treinta y siete (137) accionistas fundadores, tomando como modelos el Banco Constructor de Venecia y el Banco Constructor de Viena.
El Banco Constructor de La Plata instaló provisionalmente sus oficinas en el Hotel Bruny, en la ciudad de La Plata, mudándose luego a un local propio de Av. 7 entre las calles 47 y 46 de la ciudad de La Plata cuyo edificio fue proyectado por el arquitecto Adolfo Büttner donde también funcionó la logia masónica La Plata N°80 hasta 1890.
En 1886 el Banco Constructor de La Plata promovió la realización la realización de una "Gran Casa de Inquilinato" en Buenos Aires proyectada por Juan Buschiazzo y en 1887  impulsó un barrio obrero de doscientas viviendas con equipamiento en la ciudad de La Plata que tuvo como representante al Senador Rafael Hernández.
En 1887 el Concejo Deliberante de la Ciudad de Buenos Aires le encargó al banco un Mercado de Abasto en el Barrio Barracas que se inauguró en 1889 con el nombre de “Mercado Banco Constructor” (conocido más tarde por “el de Gartland ”), tenía su entrada principal por Montes de Oca (acera oeste), entre Santo Domingo y San Luis (luego Tres Esquinas y hoy Osvaldo Cruz) funcionó hasta promediar la primera década del siglo XX. El edificio fue demolido en 1979.
En la época de Julio Roca Argentina había tomado crédito principalmente para la construcción de ferrocarriles y a la modernización de la ciudad y el puerto de Buenos Aires lo que produjo que 1880 la Argentina creciera de manera sorprendente con el modelo agroexportador pero las políticas liberales del gobierno del Presidente Miguel Juárez Celman (1886-1890) llevaron a un período de especulación que creó una burbuja financiera. 
En 1888 las acciones del banco cayeron, bajando rápidamente de 235 puntos a 160, desencadenando la segunda gran crisis económica en Argentina llamada Crisis de 1890 (el primer episodio data del año 1827). La Argentina ingresó entonces en cesación de pagos por cuatro años. La crisis ocasionó la quiebra del Banco Nacional que junto con la crisis política expresada a través de la Revolución del Parque provocó la renuncia del Presidente. El vicepresidente Carlos Pellegrini asumió el cargo hasta 1892. Bajo su gestión se creó el actual Banco de la Nación Argentina. 
En el plano internacional, debido al exceso de crédito que le había otorgado a la Argentina la bancarrota a la que casi llega a la banca Baring Brothers. Un consorcio liderado por el Banco de Inglaterra rescató a la Baring y evitó lo que podría haber sido una catástrofe de la banca londinense. El rescate a la casa Baring y previno una crisis financiera de mayor gravedad. Nathan Rothschild ha remarcado que de no haber ocurrido esto, quizás el sistema bancario londinense completo hubiera colapsado, con la consecuencia de una verdadera catástrofe. El Pánico se asoció con una demanda monetaria que alcanzó el 45% y una caída del mercado de las commodities en todo el mundo.